# Angel Porrino
Angel Porrino (Las Vegas, 6 de mayo de 1989) es una personalidad televisiva, actriz, bailarina y showgirl estadounidense, más conocida por aparecer en el reality show de E!, Holly's World como la asistente personal/mejor amiga de Holly Madison. Es actualmente una de las estrellas de Absinthe en Caesars Palace. 

## Primeros años
Porrino creció en Las Vegas. En su juventud, estudió danza moderna en Preston's Class Act Dance and Gymnasticas and Dance FX de Las Vegas hasta que comenzó en el instituto. Asistió al Mountain View Christian School donde fue animadora, jugó al softball, y se convirtió en presidente del consejo estudiantil.

## Vida personal
Conoció a Holly Madison (entonces una de las novias de Hugh Hefner) en 2007 cuando Porrino fue a Los Ángeles, California para probar para Playboy, tal y como se describió en el programa de televisión Girls of the Playboy Mansion. No tuvo éxito en su sesión fotográfica y no firmó para convertirse en Playmate; sin embargo, su amistad con Madison permaneció, y apareció en el programa The Girls Next Door otra vez en 2008, viviendo en la Casa Conjeita como la única chica que no había aparecido en la revista.
Ella y su hijo Roman (nacido en 2009) viven ahora en la casa de Madison en Las Vegas. Porrino mencionó brevemente en Holly's World que se casó con el padre de Roman pero que ahora están divorciados. 
Para el 21º cumpleaños de Porrino, Madison pagó una operación de aumento de pecho para Porrino, quien se los aumentó tres tallas.

## Carrera
Durante una semana del 13 al 19 de septiembre de 2010, Porrino sustituyó a Madison como Bo Peep en el papel principal de Peepshow, una producción en Planet Hollywood Resort and Casino. Como resultado de su aparición invitada, los productores del show contrataron a Porrino por el cual ella sería protagonista durante nueve semanas en 2011. Porrino regresó al papel principal en Peepshow temporalmente en 2012 después de que Madison abandonase debido a su embarazo.
El 19 de abril de 2011, Porrino debutó en el papel principal en el show Absinthe, de Spiegelworld, un show estilo carnaval burlesue en Caesars Palace, Las Vegas.
Porrino también aparece en el vídeo musical "Bad" de The Cab. 